# رالف وارد
رالف وارد (بالإنجليزية: Ralph Ward)‏ (5 فبراير 1911 في المملكة المتحدة - 1 يناير 1983 بإنجلترا في المملكة المتحدة) هو لاعب كرة قدم بريطاني (وحمل سابقاً جنسية المملكة المتحدة لبريطانيا العظمى وأيرلندا) في مركز الدفاع. لعب مع توتنهام هوتسبير ونادي كرو ألكساندرا وهنكلي يونايتد ‏ ونادي برادفورد بارك أفنيو.